# 漢那憲和
漢那憲和（日语：／ Kanna Kenwa；1877年9月6日—1950年7月29日），琉球人，本姓昂，是大日本帝国海軍軍人、政治家。最終階級為海軍少將。眾議院議員。海軍兵學校27期畢業。他是琉球國第二尚氏王朝末代國王尚泰王（亡國後為日本侯爵）的女婿。.
大正時代時為當時皇太子裕仁在欧洲遊学之際，漢那憲和擔任御召艦香取號戰艦的艦長。退役後當選為家鄉沖繩縣的眾議院議員。

## 生平

### 早年

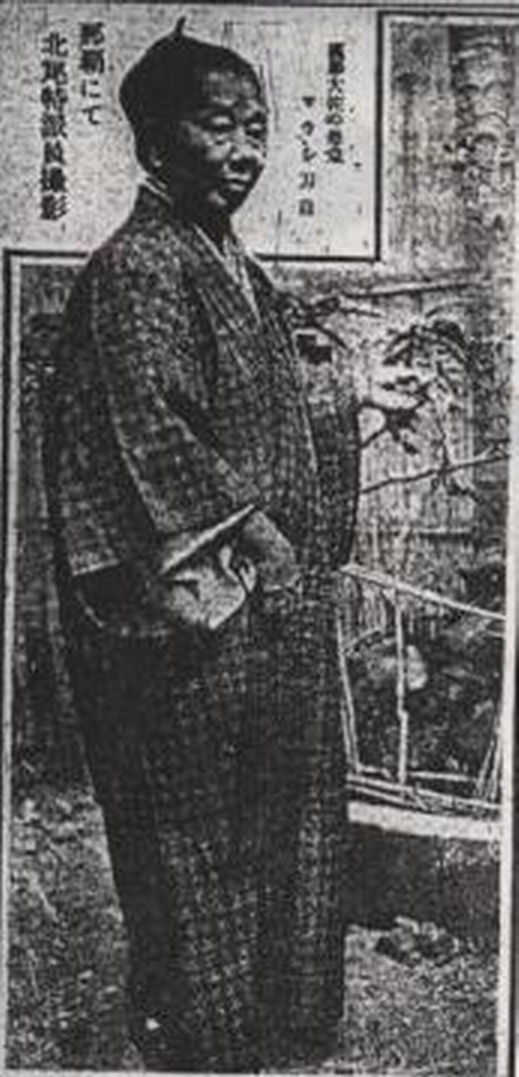
漢那憲和母親玉那霸於戶琉裝像

漢那憲和於1877年出生於琉球藩那霸区西村（今沖繩縣那霸市西），是那霸士族昂舉士（漢那親雲上憲慎）的長子，為昂氏安慶田家第七世。昂舉士在琉球國時代本是王府稅關吏，任職至琉球藩時代，廢藩置縣後失去工作，不久因肺結核病逝，當時漢那憲和年僅五歲。他和比他小二歲的弟弟憲英就由母親玉那霸於戶（玉那覇オト）以賣茶葉的收入獨力養大。雖然家境貧困，於戶還是很重視兒子的教育，於是在漢那憲和六歲時把他送進漢學塾讀書，他在短短三年間就已經熟讀四書五經等儒家典籍。母親當時向他說「家中什麼也沒有。為了擺脫貧窮一定要讀書增進學識。」，於是1892年（明治25年）入讀沖繩縣尋常中學校。同期的還有琉球民俗學家伊波普猷。那時漢那憲和只有一套可以上學的衣服，無法替換，每天都要穿著未乾透的濕衣服上學。他十分勤奮好學，炎炎夏日當同學們好夢正酣時，他卻努力溫習，雖然是入校者當中最年輕的，但他每年都考第一。由於成績優異，獲豁免學費。
1894年，漢那憲和為三年級生，就任學生會會長。這一年學校教頭下国良之助為學生舉行修學旅行，目的地為日本本土的京阪神地方，家境清貧的漢那憲和獲得下國教頭承擔部份旅費。翌年4月聯合艦隊旗艦松島號在那霸港投錨，漢那憲和乘坐學校的艇見識松島號，遇到年輕軍官佐野常羽少尉。佐野常羽問在場的學生有沒有人想成為海軍軍官，漢那憲和大聲回答「是，我想做。」，雖然是在倉促中回答，但漢那憲和自此就立志要成為海軍軍官。這時就讀五年級的他已經成為全校敬仰的對象。
這一年的11月，沖繩縣尋常中學校的校長兒玉善八發表歧視沖繩人的言論以及在教育加上有偏見的內容，廢除英語教育，只教授國語（日語），並且罷免熱愛沖繩及沖繩文化、極開明的國語教師田島利三郎，引起大量包括下国良之助與漢那憲和等大量師生不滿。漢那憲和與包括伊波普猷等志同道合的人相討後，決定全面與兒玉善八校長對立。他先向下国良之助及田島利三郎提出退學，勸告兒島校長辭職，然後邀請其他學生加入罷課行動。之後每天最少有幾名學生提出退學要求參與罷課，三年級以上學生幾乎所有人都進行罷課，一、二年生響起了呼應，結果要求退學的學生達到數百人。
校方決定將以漢那憲和為首的五名策劃者採取強硬手段，文部省下令他們退学，並開始試圖游說學生的親人勸他們停止罷課，卻未有成效。這時漢那憲和已準備可能長期停學，就用民居作根據地組織「同志倶樂部」，由高年級生向一、二年生授課。他的認真令縣內其他人關注事件，罷課潮蔓延至全縣中學及部份小學，各地亦開始籌集資金，達到100日圓。在沖繩全面停學下，當局考慮到社會情況，決定將兒玉校長轉到其他縣份。停學計劃成功。當時由日本本土派駐當地的縣知事奈良原繁本想鎮壓他們，但當他見到漢那憲和，知道他的智慧、統率力、行動力以及人際關係，就對漢那憲和產生了好感。他和漢那憲和的家人面談，勸服他們讓漢那憲和進入海軍學校。

### 軍旅生涯

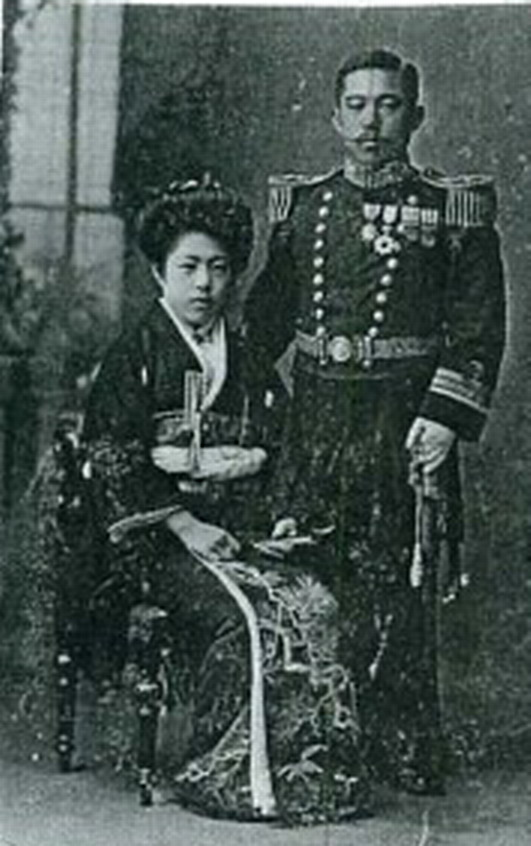
身穿軍服的漢那憲和與身穿和服的夫人尚政子合照

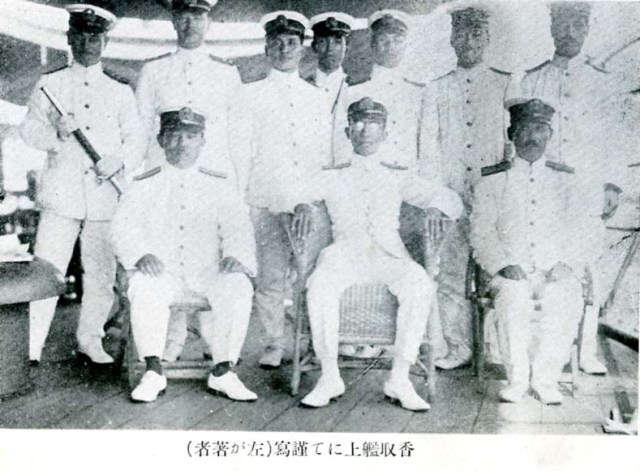
香取艦上人員合照，前排左邊為漢那憲和，中央為皇太子裕仁

退學潮於1896年（明治二十九年）7月結束。四個月後漢那憲和以123名考生當中排行第四的成績成功通過海軍學校入學考試，成為第二十七期學生，也是首位入學的琉球人。他和同期入學排名第一、青森縣出身的中村良三成為好友。雖然漢那憲和身材較矮，但體格良好，特別擅長柔道和相撲。他1899年（明治三十二年）遠航到澳洲及新西蘭六個月，7月返回橫須賀港，12月以第三名畢業，獲得了望遠鏡。翌年成為橋立號的人員。至1902年（明治三十五年），漢那憲和終回到闊別五年的家鄉，母親於戶和知事奈良原繁都感到很高興，奈良原繁更三日三夜都沒離開過漢那憲和。這時他受到那霸教育會總會的邀請進行演講，主旨是說縣民要在這狹窄的土地取得安逸，就要利用海洋；鼓吹利用海洋，研究漁業以及充實漁港及軍事設備；並且說教育增進了知識，希望增加縣民進入高級學校的機會，以及有更多學生加入海軍。這次演講激起了沖繩縣民的熱心。之後漢那憲和再成為金剛號、磐手號的航海長。
1904年（明治三十八年）9月尾，漢那憲和感到強烈的腹痛，經檢查後證實患上痢疾，入院隔離，康復後重投軍中，翌年1月，他參與日俄戰爭中的日本海海戰，輔助出羽重遠中将所指揮的第三戦隊所屬巡洋艦音羽號防護巡洋艦艦長有馬良橘大佐。翌年以海大乙種學生畢業，第二年再以海大航海術專修學生（即航海学校高等科学生）首席畢業、獲得一枚銀時計。之後他繼續就任軍校教官兼監事，教期為第三十五期至三十八期。學生包括了南雲忠一、井上成美、小澤治三郎、栗田健男等人。
1909年（明治四十二年），軍階為大尉的漢那憲和任練習艦隊旗艦宗谷號航海長兼指導教官，航行至夏威夷、北美及加拿大。艦隊航行至夏威夷受到當地琉球人熱烈歡迎。當時夏威夷的琉球移民受到來自日本本土的大和族移民歧視、蔑視，漢那憲和以大尉兼航海長的身份到達當地，為琉球人帶來了勇氣及希望，自此當地的大和人對琉球人的態度亦逐漸改變。翌年漢那憲和晉升少佐，為海大甲種學生，並迎娶琉球國末代國王、當時為侯爵的尚泰五女尚政子，這段婚姻亦符合母親希望他娶琉球人為妻的意願。
1914年（大正三年），漢那憲和任海軍軍令部參謀兼海軍大学校教官，不久晉升為中佐。他所教的甲種學生中包括了山本五十六、豐田副武、古賀峯一等。該年爆發了第一次世界大戰。兩年後漢那憲和被任命到歐洲視察，視察了俄羅斯、瑞典、英國、法國、意大利、瑞士等國，又到美國視察，共花了11個月。翌年任對馬號艦長。1918年（大正七年），漢那憲和晉升為大佐，進入軍令部参謀。兩年後的10月任香取號艦長。
1921年（大正十年）2月，漢那憲和成為御召艦香取號艦長，與當時的皇太子裕仁前往歐洲遊學。漢那憲和希望皇太子能到訪沖繩，他熱心的申述得到貞明皇后支持，而皇太子本人亦有意逗留沖繩，於是艦隊於3月3日在橫濱港起航後先前往沖繩，6日進入中城灣投錨。當時漢那憲和以及其他沖繩人都對此感到非常高興，漢那憲和更表示十分感激，他說：
「我自青春時代就對帝國海軍的將校惑到羨慕，現在在家鄉的海灣下，有機會成為香取號護航艦長，會盡力保護殿下（皇太子），但不少人仍不知情。另外，在我的少年時代受到母親養育，必須等待她。我有時會因為想到她而淚水滂沱。」。可是艦隊出航後一個月左右，鹿島號和香取號先後因爐管破裂而起火，各有三名和兩名士兵死亡。身為艦長的漢那憲和因為要為事件負責，於是漸漸恐懼起來。艦隊遊歷英、法、比利時、荷蘭及意大利五國，漢那憲和看見法國凡爾登在第一次世界大戰的戰火下逐漸荒廢以及飢民和孤兒的慘況，感受到戰爭的悲慘，希望避免戰爭取得和平。艦隊在9月3日返回日本，漢那憲和因護衛皇太子有功，獲大正天皇賜予金杯，三個月後成為扶桑號艦長。皇太子對於今次的沖繩訪問也感到非常高興，此後每年3月3日的外遊紀念日都會邀請包括漢那憲和在內的有關人士出席午餐會，漢那憲和每次都有出席。
1922年（大正十一年）春天，扶桑號於琉球群島海進行訓練後返陸，於中城灣停泊。漢那憲和與母親久別重逢，其他沖繩人看到中城灣出現的戰艦感到驚訝，而且見到艦長是來自沖繩感到高興。之後漢那憲和又擔任伊勢號艦長，至翌年升格少將的同時，兼任為橫須賀防備隊司令。一年後又臨時出任軍令部，第二年（1924年）8月待命，12月進入編入預備役的工作，這時他只有48歲，較一般人早進入預備役，這使他感到意外和傷感。

### 從政生涯
從海軍退役後，鄉紳向漢那憲和積極提出邀請，漢那憲和決定投身政界，1927年（昭和二年）當選為沖繩縣眾議院議員，之後連任五屆，出任十年五次中，有四次得票最高。1939年（昭和十四年）任平沼騏一郎內閣内務政務次官，並曾於1945年（昭和二十年）參選眾議院議長候補。他在此期間建立不少功績，包括提升教育水平、開發產業、振興經濟，以及保護及支援北美、南美及夏威夷的琉球移民等。

### 晚年

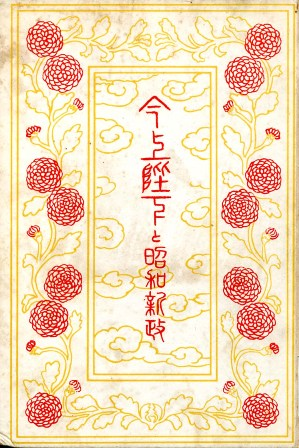
《《今上陛下與昭和新政》書影

1945年（昭和二十年）4月，美軍登陸沖繩島，沖繩島戰役爆發。兩個月的拼命之戰，海陸兩軍一直處於防守狀態，6月14日海軍部隊全軍覆沒，翌日收到海軍大臣米內光政帶來的大田實少將玉碎身亡噩耗，性情剛毅的漢那憲和也忍不住嗚咽飲泣。戰事中，沖繩島遭到戰火嚴重摧殘，沖繩出身軍人、平民以及參加戰鬥的一般人死亡人數達12萬人，佔全縣人口約四分之一。1946年1月戰爭結束後，漢那憲和因公職追放令而被革職。母親於戶因戰火逃到沖繩本島北部，因為營養失調結束了88歲的人生。兩年後漢那憲和的健康亦開始出現問題，不停咳嗽，第二年出現吐血的情況，經醫生診斷後，證實患上肺癌。1950年7月，病入膏肓的漢那憲和對半身不遂的夫人說了人生最後一句話：「照顧了這生，現在什麼也沒有。真是不好意思。」之後昏睡了數天，在29日早上於東京逝世，享壽73歲。

## 著作
漢那憲和著有《今上陛下與昭和新政》（今上陛下と昭和新政）一書，1927年7月出版。

## 外部連結
- １９２７年７月ー漢那憲和『今上陛下と昭和新政』世界社（饒平名彌榮） （页面存档备份，存于）